# Час Сейшельських Островів
|  | UTC-1 | Час Кабо-Верде |
|  | UTC   | Західноєвропейський час · Час за Гринвічем                                                                                  |
|  | UTC+1 | Центральноєвропейський час · Західноафриканський час · Західноєвропейський літній час                                       |
|  | UTC+2 | Східноєвропейський час · Центральноафриканський час · Західноафриканський літній час · Південноафриканський стандартний час |
|  | UTC+3 | Східноєвропейський літній час · Східноафриканський час                                                                      |
|  | UTC+4 | Час Маврикію · Час Сейшельських Островів                                                                                    |

Час Сейше́льських Острові́в (англ. Seychelles Time, SCT) — часовий пояс, який використовується на Сейшельських Островах. Час відрізняється від UTC на чотири години: UTC+4. Перехід на літній час не здійснюється.